# Roman Przylipiak
Roman Przylipiak (ur. 24 stycznia 1973 w Gdańsku) – polski reżyser filmowy, scenarzysta, grafik i fotograf.

## Życiorys

### Edukacja
Studiował na Wydziale Fotografii ASP w Gdańsku i Wydziale Grafiki ASP w Warszawie. Jest absolwentem Wydziału Reżyserii w Państwowej Wyższej Szkoły Filmowej, Telewizyjnej i Teatralnej w Łodzi oraz Szkoły Wajdy w Warszawie

### Kariera
Znany jest przede wszystkim jako reżyser teledysków, współpracował z wykonawcami, takimi jak m.in.  Łukasz Zagrobelny, Behemoth, Monika Kuszyńska, Beneficjenci Splendoru, Monika Borzym, Das Moon, Anna Teliczan, Sasha Strunin, Jan Borysewicz, Black River, Marcin Świetlicki, Clock Machine, Me and that Man, UL/KR, Super Girl & Romantic Boys czy Blindead.

## Filmografia
- My Little Bess (2011, reżyseria, scenariusz, zdjęcia)[6]
- Kurs (2009, reżyseria, scenariusz, montaż)[6]
- Wtorek po południu (2006, reżyseria, scenariusz)[6]
- Far Beyond the Heliopause (2017, reżyseria, scenariusz)
- Jerry (2017, reżyseria, współscenarzysta)

## Nagrody i wyróżnienia
- 2000 - Nagroda specjalna - Wydmy - Festiwal Filmów Niezależnych w Gdańsku2000 - Nagroda specjalna - Wydmy - Festiwal Filmów Niezależnych w Gdańsku
- 2001 - 1. nagroda - Amsterdam International Student Photography Competition - „Romeo & Juliet” (wraz z Mariuszem Filipowiczem)
- 2008 - Nominacja - Yach Film - Najlepsze zdjęcia (Black River - „Silence”)[7]
- 2008 - Nagroda - Yach Film - Najlepsza kreacja aktorska - Magdalena Cielecka (Black River - „Lucky in Hell”)
- 2009 - Nominacja - Yach Film - Innowacja (Beneficjencj Splendoru - „Ręce Pełne Robota”)
- 2011 - Nominacja - Aesthetica Short Film Festival York, Anglia (Das Moon - „Street”)
- 2011 - Nominacja - Międzynarodowy Festiwal Filmów Krótkometrażowych żubrOFFka (Das Moon - „Street”)
- 2016 - Nominacja - Aesthetica Short Film Festival, York, Anglia (Super Girl Romantic Boys - Cienie)
- 2017 - Nagroda Główna na Festiwalu Kamera Akcja w Łodzi za film “Jerry”
- 2017 - Nagroda za najlepszy scenariusz - WAMA Film Festival (Jerry)
- 2017 - Nagroda Yachfilm - za najlepsza reżyserię (Far Beyound the Heliopause)
- 2017 - 2 Nagrody - Screen & Sound Festival w Krakowie - nagroda publiczności i wyróżnienie specjalne (Far Beyound the Heliopause)
- 2018 - Nagroda za najlepszą reżyserię - Open Place Film Festival, Łotwa - (Jerry)
- 2019 - Nagroda - FECIME - Festival Cinematográfico de Mérida, Meksyk - za najlepszy film eksperymentalny (Far Beyound the Heliopause)
- 2019 - 8 Nagród na Five Continents Film Festiwal w Wenezueli, za: najlepszy film, najlepszą reżyserię, scenariusz, film, muzykę, rolę główną, rolę drugoplanową, scenografię (Jerry)
- 2020 - Nagroda za najlepszy fabularny film krótkometrażowy - Concepcion Independent Film Awards - Chile (Jerry)